# Lago Colico
Lago Colico är en sjö i Chile.   Den ligger i regionen Región de la Araucanía, i den södra delen av landet, 600 km söder om huvudstaden Santiago de Chile. Lago Colico ligger 327 meter över havet. Arean är 56 kvadratkilometer. Den sträcker sig 8,3 kilometer i nord-sydlig riktning, och 17,0 kilometer i öst-västlig riktning.
I omgivningarna runt Lago Colico växer i huvudsak blandskog. Runt Lago Colico är det glesbefolkat, med 15 invånare per kvadratkilometer.